# Miss Me More
«Miss Me More» — песня американской кантри-поп-певицы и автора-исполнителя Келси Баллерини, вышедшая на американском кантри-радио 15 октября 2018 года в качестве второго сингла с её второго студийного альбома Unapologetically (2017). В клипе Баллерини участвует в боксёрском матче.
«Miss Me More» — песня, записанная американской певицей и автором-исполнителем Келси Баллерини для её второго студийного альбома Unapologetically (2017). Баллерини написала песню в соавторстве с Дэвидом Ходжесом и Бреттом Маклафлином. Песня «Miss Me More» была выпущена в цифровом формате 20 октября 2017 года в качестве третьего и последнего промо-сингла альбома, а затем была представлена на американских кантри-радиостанциях 15 октября 2018 года в качестве третьего и последнего сингла с альбома. Баллерини назвала свой тур 2019 года в честь сингла.
Песня получила положительные отзывы от критиков, которые похвалили продюсирование и исполнение текста Баллерини. Песня «Miss Me More» заняла второе и седьмое места в чартах Billboard Country Airplay и Hot Country Songs соответственно. Сингл также достиг 47 места в чарте Hot 100. Песня получила платиновый сертификат Американской ассоциации звукозаписывающей индустрии (RIAA), что означает продажи более одного миллиона экземпляров в стране. Аналогичного успеха песня добилась и в Канаде, став первым хитом номер один в канадском кантри-чарте Canada Country и достигнув 74-й строчки в канадском чарте Canadian Hot 100. В сопровождающем песню клипе, снятом режиссёром Шейном Дрейком, Баллерини участвует в боксёрском поединке против самой себя. Он был номинирован на премию CMT Music Awards 2019 года как «Видео года». В рамках промоушена Баллерини впервые исполнила песню вживую на церемонии Country Music Association Awards, а затем выступила на шоу The Voice, на церемониях CMT Music Awards 2019 и CMT Crossroads вместе с Холзи.

## Отзывы
В рецензии на альбом Unapologetically Энни Ройтер из Sounds Like Nashville написала, что в песне «Miss Me More» Баллерини уверенно «стоит на своём» между «ловкими битами и запоминающимся припевом». Джон Караманика из The New York Times написал, что «Miss Me More» — «одна из самых яростных песен на альбоме», добавив, что она «превосходит» треки, где она уничтожает достойного субъекта мужского пола.

## Музыкальное видео
Премьера сопровождающего клипа, снятого режиссёром Шейном Дрейком, состоялась 9 ноября 2018 года, после того как она была отложена на один день из уважения к жертвам стрельбы в Таузанд-Оксе 7 ноября. В клипе Баллерини готовится к боксёрскому матчу, а её противник впоследствии оказывается версией себя, в которую она превратилась во время отношений. После того как настоящая Баллерини побеждает свою прежнюю сущность, она «возвращает себе свою личность» и, уходя с экрана, дарит камере знакомую ухмылку. Клип был номинирован на звание «Видео года» и «Женское видео года» на музыкальной премии CMT 2019, но они достались песням Кэрри Андервуд «Cry Pretty» и «Love Wins» соответственно.

## Коммерческий успех
Песня «Miss Me More» дебютировала под номером 28 в чарте Billboard Hot Country Songs от 11 ноября 2017 года после цифрового релиза. Позже песня достигла седьмого места после выхода в качестве сингла. «Miss Me More» дебютировала под номером 54 в чарте Billboard Country Airplay от 3 ноября 2018 года . Она достигла своей высшей позиции на втором месте 9 июня 2019 года. Однако «Miss Me More» заняла первое место в чарте Mediabase airplay. Песня стала первым номером один от сольного женского исполнителя в этом чарте за более чем 15 месяцев, предыдущим таким номером был сингл Баллерини 2017 года «Legends». «Miss Me More» был сертифицирован как платиновый Ассоциацией звукозаписывающей индустрии Америки (RIAA) 5 августа 2019 года. По состоянию на июль 2019 года в США было продано 231 000 копий.

## Чарты

### Еженедельные чарты
| Чарт (2018—2019)                    | Высшая позиция |
| ----------------------------------- | -------------- |
| Канада (Billboard Canadian Hot 100) | 74             |
| Канада (Billboard Country)          | 1              |
| США (Billboard Hot 100)             | 47             |
| США (Billboard Adult Pop Airplay)   | 17             |
| США (Billboard Country Airplay)     | 2              |
| США (Billboard Hot Country Songs)   | 7              |

### Годовые итоговые чарты
| Чарт (2019)                       | Позиция |
| --------------------------------- | ------- |
| США Country Airplay (Billboard)   | 13      |
| США Hot Country Songs (Billboard) | 17      |

## Сертификации
| Регион                                                                      | Сертификация  | Продажи   |
| --------------------------------------------------------------------------- | ------------- | --------- |
| США (RIAA)                                                                  | 2× Платиновый | 2 000 000 |
| Данные о продажах + прослушиваниях приведены только на основе сертификации. |               |           |